# The Minus 5
The Minus 5 ist eine US-amerikanische Musikgruppe, deren ständige Mitglieder Scott McCaughey und der R.E.M.-Gitarrist Peter Buck sind, denen wechselnde Gastmusiker zur Seite stehen. Insgesamt ist sie ein Pop-Kollektiv, das immer wieder anders konfiguriert wurde, sodass jedes Album eine andere Besetzung aufweist.

## Geschichte
Scott „McCoy“ McCaughey schrieb im Sommer 1992, als seine Kollegen von der Alternative-Rock-Band The Young Fresh Fellows aus Seattle gerade in andere Projekte involviert waren, Lieder, die nicht zum gewählten Konzept seiner Band passten. Er bezeichnete diese als „strange, folky, doomer songs“, die aus der Bewunderung für das Album Third/Sister Lovers von Big Star aus dem Jahr 1975 heraus entstanden waren. Ihm war bewusst, dass er dafür eine neue Band würde gründen müssen. 1993 hatte er sie beisammen. Ihr gehörten neben ihm selbst an: R.E.M.-Gitarrist Peter Buck, der gerade nach Seattle gezogen war, sowie die beiden The-Posies-Musiker Ken Stringfellow und Jon Auer. Als Gäste wirkten Terry Adams und Tom Ardolino von NRBQ und Chris Eckman und Carla Torgerson von den Walkabouts mit. Buck entwickelte sich im Laufe der Bandgeschichte zur festen Größe, auch Stringfellow und Auer traten später wieder in Erscheinung, ansonsten stellten sich diverse Musiker aus nicht ganz so bekannten, aber etablierten Bands für Gastauftritte zur Verfügung, so dass die Wochenzeitung Die Zeit von einer „B-Supergroup“ sprach. Bei laut.de wählte man hierfür den Begriff „Patchwork-Band“. McCaughey selbst hilft seit 1994 im Studio und live bei R.E.M. aus.
Unter dem Label Hello Recording Club erschien 1993 die Debüt-EP The Minus 5 (auch als The Hello EP bekannt). Ihr folgte 1995 das Album Old Liquidator bei East Side Digital. Dieses wurde in Deutschland unter dem Titel Last Call, Corporal von Glitterhouse Records angekündigt und promotet, dann aber auch unter Old Liquidator veröffentlicht. Das Material konnte jedoch nicht live vorgetragen werden, weil McCaughey mit R.E.M. auf ausgedehnte Tournee ging. Der Nachfolger The Lonesome Death of Buck McCoy, der schon in enger Zusammenarbeit mit Buck entstanden war, wurde Ende 1996 eingespielt und im Frühjahr 1997 von Hollywood Records veröffentlicht. Neben dem Gespann Peter Buck/Scott McCaughey wirkte erneut Ken Stringfellow mit, Barrett Martin (Screaming Trees, Mad Season) und Mike McCready (Pearl Jam) ergänzten sie. Zwar komponierte Buck überwiegend die Musik und McCaughey verfasste die Texte, aber über Tapeversand waren alle am Entstehungsprozess beteiligt. Im selben Jahr wurde das Soloalbum von McCaughey (My Chartreuse Opinion) bei Hollywood Records wiederveröffentlicht, aber diesmal als Minus-5-Album. Als Nächstes verband man eine CD-Produktion von The Minus 5 (12 Titel) mit einer der Young Fresh Fellows (14 Titel) zu einer Split-Doppel-CD. Deren vollständiger Name lautet daher Let the War Against Music Begin/Because We Hate You. Die Minus-5-Aufnahmen entstanden durch Zusammenfügen von an weit auseinander liegenden Aufenthaltsorten der Beteiligten getätigten Instrumentalspuren. Ex-Mott-the-Hoople Morgan Fisher nahm die Keyboards beispielsweise in Japan auf. The-Smithereens-Mitglied Dennis Diken, ein alter Freund McCaugheys und auf dessen Soloalbum zu hören, spielte das Schlagzeug in New Jersey ein. Ein Großteil der Tonspuren entstand in London. Weitere Beiträge stammen vom Gitarristen Sean O’Hagen (The High Llamas), dem Saxofonisten Steve Berlin (Los Lobos), eine gesprochene Passage von Robyn Hitchcock, und auch McCaugheys kleine Tochter wurde stimmlich verewigt. The Minus 5 hätte eigentlich die Doppel-CD alleine füllen können, denn es standen genügend Lieder zur Auswahl. Ausgesucht wurden auf Druck der Plattenfirma letztlich die fröhlicheren, poppigeren Nummern. Zwischendurch war noch das im März 2000 aufgenommene Album In Rock erschienen, das McCaughey nur mit Peter Buck zusammen geschrieben hatte und das – bevor es vom Label Book Records ins Programm genommen wurde – außerhalb des Schallplattenhandels über die Merchandise-Schiene vertrieben worden war. 2004 erfuhr es bei Yep Roc Records eine Wiederveröffentlichung. In dieser länger andauernden Phase wurde die Band um McCaughey von Peter Buck (hier am Bass), Ken Stringfellow (Gitarre), John Ramberg (Gitarre) und Bill Rieflin (Ex-Ministry, Schlagzeug) repräsentiert.
Im Frühjahr 2003 bereiteten zusammen mit dem R.E.M.-Trio gleich drei Musiker aus dem Minus-5-Stab die Bonustracks für ein Best-of-R.E.M.-Album sowie eine anstehende Tournee vor (gewissermaßen waren es mit Buck sogar vier). Im Dezember 2003 erschienen beim Label Return to Sender die übrigen Lieder aus der Let-the-War-Against-Music-Begin-Produktion unter dem Titel I Don't Know Who I Am. Unter den Gästen befindet sich diesmal beispielsweise Jason Finn von den Presidents of the United States of America. Dann schloss man einen Vertrag mit Yep Roc Records ab und begann eine Zusammenarbeit mit Jeff Tweedy (Ex-Uncle-Tupelo, danach Wilco). Down with Wilco (A Tragedy in Three Halfs) lautet der Titel des entstandenen Werkes. Wieder gab es eine Reihe nicht verwendeter Lieder, die zu der EP At the Organ (2004) zusammengefasst wurden. Auf dem Album aus dem Jahr 2006 mit dem Namen The Minus 5, das meist aufgrund seines Covermotivs als The Gun Album zitiert wird, spielen Scott McCaughey, Peter Buck, die drei Wilco-Akteure Jeff Tweedy, John Stirratt und Glen Kotche, die beiden Decemberists-Mitglieder Colin Meloy und John Moen, außerdem wieder Ken Stringfellow von den Posies und Bill Rieflin.
2008 fusionierten das Minus-5-Duo McCaughin/Buck mit dem Ehepaar Wynn/Pitman zum Seitenprojekt The Baseball Project, das sich Vertonungen von Begebenheiten rund um den Nationalsport der Amerikaner vornahm. Scott McCaughey steuerte auf dem im Juli veröffentlichten Album mit dem Untertitel Vol. 1: Frozen Ropes and Dying Quails Gesang, Bass, Gitarre, Keyboard und Perkussion bei. Steve Wynn war ebenfalls an Gesang, Gitarrenspiel und Keyboardbedienung beteiligt. Peter Buck übernahm die ihm vertrauten Gitarre und Bass nebst weiterer Saiteninstrumente. Linda Pitman sang auch, war aber hauptsächlich für Schlagzeug und Perkussion zuständig. Die Fortsetzungen von The Baseball Project folgten im Dreijahresabstand. Genau ein Jahr später nach The Baseball Project Vol. 1 kam das reguläre The-Minus-5-Album Killingsworth auf den Markt.
Nach der Auflösung von R.E.M. im Jahre 2011 holte Buck den R.E.M.-erfahrenen McCaughey und weitere Minus-5-Leute wie den Gitarristen Kurt Bloch und den Schlagzeuger Bill Rieflin für seine drei Soloalben ins Studio. Für den Record Store Day am 19. April 2014 stellte McCaughey eine limitierte Ausgabe zusammen, ein Boxset mit Vinyl-Schallplatten, worauf sich rares und unveröffentlichtes Minus-5-Material befindet. Betitelt wurde es mit Scott the Hoople in the Dungeon of Horror. Im März 2015 brachte Yep Roc Records Dungeon Golds, eine Zwölf-Lieder-Auswahl dieser Vinyl-Veröffentlichung, heraus. Das Tondokument enthält Aufnahmen mit dem Small-Faces-Keyboarder Ian McLagan, der bald danach verstarb.

## Stil
Das Branchenmagazin MusikWoche klassifizierte Old Liquidator beziehungsweise Last Call, Corporal als Alternative-Rock und schrieb: „Dieses Team kombiniert geschickt eingängige Melodiebögen in der Tradition der Beatles und Byrds mit überfallartigen atonalen Lärmattacken à la Giant Sand.“ Der Musikexpress charakterisierte das Repertoire des Debütalbums als „Lieder, wie XTC auf Country, Folk und Blues.“ Einen „Ritt durch die Rockgeschichte“ mit Aufenthalt in den „Swingin’ Sixties“ erlebte der Intro-Rezensent. Er fügte hinzu: „Erinnerungen an R.E.M. wummern latent im Raum, der 'Rest' ist eine Art Cooperation aus Beatles-Musiken (inkl. deren Harmoniegesänge), Flaming Lips-Aufruhr und/oder Kinks-Popsongs.“
The Lonesome Death of Buck McCoy stehe wieder in der Tradition der Beatles und Byrds, sei mal folkig, mal balladesk, mal powerful, mal flowerpoppig, meinte die MusikWoche. Im deutschen Rolling Stone sah Jörg Feyer im Material des Albums stilistische Parallelen zu den Beatles, Small Faces, Turtles, Beach Boys und zu Big Star. Es handele sich um „anglophile[n] US-Folk-Pop“ und „Easy Listening für etwas höhere Ansprüche“. Textlich gehe es um das Leben eines verdrossenen Hobos. The Minus 5 spiele auf dem Album „postmodernen, gitarrenbetonten Folkrock“, angelehnt an die Beatles (Ära Revolver/Rubber Soul), Byrds, Small Faces, Turtles und an Buffalo Springfield, hieß es im Musikexpress.
Bezüglich Let the War Against Music Begin meinte das amerikanische Musikmagazin CMJ New Music Monthly, es lägen auf den 1960ern aufbauende Arrangements mit nachdenklichen, aber nicht prätentiösen Texten vor.
Down with Wilco sei „Pomp-Pop“ und erinnere an die Beatles, die Beach Boys oder an Supertramp, war der Eclipsed-Rezensent der Meinung. So dramatisch wie der Untertitel vermuten lasse, sei das Album nicht, schrieb Uwe Schleifenbaum in seiner Rezension für den Musikexpress. Es sei „bestenfalls elegischer Pop“. Und es sei bei der gebotenen Qualität unerheblich, in welchem Maße die Alben Pet Sounds von den Beach Boys und Abbey Road von den Beatles kopiert und mit „einer Prise Byrds“ versehen worden seien. Der Pop mit seinen leichten Elektronik-Untertönen erinnerte den Rolling-Stone-Rezensenten an das Byrds-Album Fifth Dimension und an die Beach Boys Anfang der 1970er Jahre.
Das Internet-Musikmagazin gaesteliste.de merkte zu I Don't Know Who I Am an: „Zwischen 60s inspirierten Popsongs und verqueren Zirkusnummern gibt's hier alles, was der Freund guter Popmusik abseits des Mainstream hören möchte.“
Einhellig fielen die Assoziationen zu The Minus 5 aus. Für Die Zeit lag der Begriff Americana nahe, mit Beatles- und Byrds-Einschlag und punkigen Ausrufezeichen. Americana fand auch der Eclipsed-Mitarbeiter für die geeignete Stilangabe, und zwar mit den Markenzeichen der Beatles versetzt, bisweilen flowerpowerhaft. Heraushörbar seien mal die Beatles, mal die Strokes, geboten würde mal Musik für Hippies, mal für Rocker, zeigte laut.de die stilistische Marschroute an.
Während die Texte von Zynismus und Depression durchzogen seien, würde die Musik „Melodieseligkeit“ und Optimismus versprühen, befand der Rolling Stone. Peter Felkel hob im Musikexpress die Abwechslung hervor. Jedes Lied sei anders akzentuiert, wobei die in fast jeder Rezension vorkommenden Beatles auch hier genannt wurden.
Das Konzeptalbum The Baseball Project Vol. 1: Frozen Ropes And Dying Quails wurde vom Rolling Stone den verschiedenen Stilarten Indie-Rock, Country, Tex-Mex, Glam Rock und Pop zugeordnet.
Wie eine Vereinigung der musikalischen Tendenzen des letzten Minus-5-Albums und des Seitenprojekts erschien dem Musikexpress das Album Killingsworth, denn in der dortigen Rezension ist von Country-Rock und Americana die Rede. Emmylou Harris, Gram Parsons und die Poco-Frühphase wurden als ungefähre Entsprechung angegeben. Killingsworth verbeuge sich vor den Byrds, Buffalo Springfield und The Band, weise die Strahlkraft von The Mamas and the Papas, den Searchers und den Dixie Chicks auf und klänge so wie es mit den Traveling Wilburys hätte weitergehen können, mutmaßte der Rolling Stone.
Bei Dungeon Gold machte die Deutsche Presse-Agentur (abgedruckt im Focus) „Trotz, Humor und Selbstironie“ aus. Der dargebotene Indie-Rock ergebe sich aus den „Retro-Rock-, Countryfolk- und Powerpop“-Zutaten. „Der Folkrock-Glanz der Byrds, die vokale Kunst von Beach Boys oder Hollies, der kluge Pop von Kinks oder Bowie; alles da“, resümierte der Rolling Stone.
Auf das Gesamtwerk wendet die Internetplattform Allmusic den Stilbegriff Alternative Rock an und das Rockmagazin Eclipsed meinte, man könne glauben, es seien „neue Inkarnationen der Beatles, Beach Boys oder Supertramp am Wirken“. Scott McCaughey erklärte 2003 im Interview mit dem Rolling Stone, er peile Beach-Boys-Standard an. Und gegenüber dem Online-Musikmagazin gaesteliste.de gab er im selben Jahr Einblick in den Songwriting-Prozess: „Meistens schreibe ich die Songs auf der Akustikgitarre oder am Piano. Wenn es dann ans Aufnehmen geht, versuche ich mich wahllos an herumliegenden Instrumenten und Effekten, um stets etwas zu finden, das ungewöhnlich oder anders ist. Peters Ideen sind oft spezifischer, er weiß genauer, was bei einem bestimmten Song gut klingt. Die E-Bow-Gitarre bei There is No Music zum Beispiel oder der Orgelpart bei Saturn is a Place on Earth.“

## Diskografie

### Alben
- 1995: Old Liquidator (auch u.d.T.: Last Call, Corporal, East Side Digital)
- 1997: The Lonesome Death of Buck McCoy (Hollywood Records)
- 2000: In Rock (Book Records)
- 2001: Let the War against Music Begin (Split-Doppel-CD, Mammoth Records)
- 2003: Down with Wilco: A Tragedy in Three Halfs (Yep Roc)
- 2003: I Don't Know Who I Am (auch mit Zusatz: Let the War against Music Begin Vol. 2, Return to Sender)
- 2006: The Minus 5 (Yep Roc Records)
- 2008: The Baseball Project Vol. 1: Frozen Ropes and Dying Quails (Yep Roc Records)
- 2009: Killingworth (Yep Roc Records)
- 2011: The Baseball Project Vol. 2: High and Inside (Yep Roc Records)
- 2014: Scott the Hoople in the Dungeon of Terror (limitierte Vinyl-LP, Yep Roc Records)
- 2014: The Baseball Project 3rd (Yep Roc Records)
- 2015: Dungeon Golds (Yep Roc Records)

### Singles und EPs
- 1993: The Minus 5 (auch u.d.T.: The Hello EP, Hello Recording Club)
- 1995: Emperor of the Bathroom (East Side Digital)
- 2000: A Thousand Years Away (7"-Single, Houston Party Records)
- 2003: Retrieval of You (Promo-CD-Single, Cooking Vinyl)
- 2004: At the Organ (Yep Roc Records)
- 2009: Sad Hasselhoff (limitierte 12"-EP, Yep Roc Records)
- 2015: Redeyed in Austin (Split-12"-EP als The Baseball Project/The Minus 5, Yep Roc Records)

### Kompilationen
- 2009: Butcher Covered (Coverversionen, Book Records)